# Cerda (stacja kolejowa)
Roccapalumba-Alia (wł. Stazione di Cerda) – stacja kolejowa w Cerda, w prowincji Palermo, w regionie Sycylia, we Włoszech. Stacja znajduje się na linii Palermo – Katania oraz Palermo – Porto Empedocle. 
Według klasyfikacji RFI ma kategorię brązową.

## Linie kolejowe
- Linia Palermo – Katania
- Linia Palermo – Porto Empedocle